# دونسیته (داکوتای شمالی)
دونسیته(به انگلیسی: Dunseith) شهری در ایالت داکوتای شمالی کشور ایالات متحده آمریکا است که جمعیت آن در سرشماری سال ۲۰۱۰ میلادی، ۷۷۳ نفر بوده‌است.